# 姚望 (政治人物)
姚望（1955年4月—），中华人民共和国政治人物。
毕业于北京工业大学计算机系计算机应用专业，后攻读清华大学社会科学系教育管理专业，之后获得北京工业大学经济学院博士学位。1991年，担任共青团北京市委书记。1998年12月，任中国贸促会北京分会会长、党组书记。后任博鳌亚洲论坛副秘书长。
2021年1月22日，第八届欧美同学会（中国留学人员联谊会）第一次全国会员代表大会召开，大会选举其担任第八届理事会副会长。